# My Wild Irish Rose (film 1947)
My Wild Irish Rose è un film del 1947 diretto da David Butler.